# Spaced
Spaced es una serie de humor británica escrita y protagonizada por Simon Pegg y Jessica Hynes, sobre las vidas de un dibujante de cómics y una periodista estancada, cuya cotidianidad y comicidad dan como resultado desde críticos toques de ironía hasta el humor más surrealista, además de continuas referencias a la cultura pop y las relaciones interpersonales.

## Argumento
El artista gráfico y fanático de Star Wars Tim Bisley (Simon Pegg) y la procrastinante escritora desempleada Daisy Steiner (Jessica Hynes) son dos londinenses de veintitantos que se conocieron por casualidad en un café mientras ambos buscaban un departamento donde vivir. A pesar de conocerse muy poco, deciden hacerse pasar por una joven pareja de profesionales para poder alquilar un departamento barato en Tufnell Park (el cual solo estaba disponible en tales condiciones). Otros personajes son su casera y vecina alcohólica, Marsha Klein; el militar amigo de la infancia de Tim, Mike Watt; la mejor amiga de Daisy, Twist; el otro residente del edificio, el artista conceptual Brian; y el Schnauzer que adoptan Daisy y Tim, Colin.
La serie en gran medida se refiere a sus coloridas y surrealistas aventuras, sobre cómo navegan por la vida, sus decisiones sobre qué quieren hacer con ella, acuerdos con los asuntos del corazón, y tratar de encontrar nuevas e improductivas formas de matar el tiempo. Tim y Daisy repetidamente hacen hincapié en que no son una pareja (menos a Marsha, la dueña del edificio), pero a pesar (o a causa) de eso, la tensión romántica se desarrolla entre ellos, sobre todo durante la segunda temporada.

## Fin de la serie
Contrario a las expectativas, Spaced terminó en 2001 con sólo 14 capítulos. La decisión respecto a ese resultado, hasta el momento, no ha sido clara. Se especula que la intención de Stevenson y Pegg era dejar un final así de abierto; pero, por otra parte, tanto este último como el director han coincidido, varios años después en varias oportunidades, que hay intenciones de hacer un especial o material extra para cerrar la historia, mostrando el después de todos los personajes (en especial de la pareja protagonista). Sin embargo, las posibilidades de que eso ocurra nunca han sido concretas, hasta el epílogo del documental Skip to the End -sobre la realización y creación de la serie- que muestra, por unos segundos, que Tim y Daisy son una familia que continúa viviendo en el 23 Meteor Street de Tufnell Park, y tienen una hija (que Tim insiste en llamar Luke, contra el deseo de Daisy).
- Datos: Q114231